# Villa Jeanneret-Perret
Ne doit pas être confondu avec Maison Jeanneret.
Pour les articles homonymes, voir Maison Blanche (homonymie).
La Villa Jeanneret-Perret (dite Maison blanche) est la première réalisation de Le Corbusier en tant qu'architecte indépendant. Édifiée en 1912, à La Chaux-de-Fonds, sa ville natale, elle était à l'origine destinée à ses parents. La villa est inscrite comme bien culturel d'importance nationale.
Ne doit être confondu avec la maison Jeanneret située à Paris qui elle est inscrite au patrimoine mondial de l'UNESCO parmi les 17 œuvres architecturales de Le Corbusier.

## Historique
En 1903, Charles-Édouard Jeanneret s'inscrit à l'École d'art appliqué pour devenir graveur, puis dès 1905, il suit le Cours supérieur d'art et de décoration de Charles L'Eplattenier, qui l'oriente vers l'architecture. En février 1912, il ouvre son propre bureau d'architecture à La Chaux-de-Fonds, la ville où il est né en 1887. Le futur Le Corbusier a 25 ans. Il s'est distancié de son maître et de l'esprit Art nouveau régionaliste, appelé « Style sapin » ; il a voyagé en Europe et en Orient, où il découvre la tradition architecturale méditerranéenne et côtoie certains maîtres de l'architecture moderne... La villa Jeanneret-Perret est sa première œuvre libre et personnelle. Elle est destinée à ses parents qui en prennent possession en novembre 1912. Le Corbusier lui-même y vit et y travaille épisodiquement, de 1912 à 1917. L'artiste a également conçu une partie du mobilier, aujourd'hui conservé par le musée des beaux-arts de la Chaux-de-Fonds. En 1919, la famille Jeanneret quitte la maison qui est mise en vente. Plusieurs propriétaires s'y succèdent jusqu'en 2000. Une association est alors créée, qui rachète la maison, la restaure et l'ouvre au public en 2005.

## Architecture
La Villa Jeanneret-Perret est un témoin de l'architecture pionnière de XXe siècle et de l'évolution de Le Corbusier. Son caractère néo-classique rompt avec l'Art nouveau régional et cristallise les expériences de Charles-Édouard Jeanneret faites à Paris auprès d'Auguste Perret, à Berlin auprès de Peter Behrens et lors de son voyage d'Orient, en 1911. Elle annonce, par ailleurs, certains points qui vont caractériser l'architecture puriste de Le Corbusier comme les fenêtres en bandeau, le toit-terrasse ou la promenade architecturale. Il construit un « petit Parthénon » pour sa mère, trônant sur un socle en haut du terrain. Comme le temple grec d'Athènes pour lequel l'architecte a eu un choc esthétique lors de son Grand Tour, il dessine un chemin sinueux qui monte vers la villa. Véritable déclaration d'amour à sa mère qui a pour héros le frère de Charles-Édouard, violoniste surdoué, et voit l'architecture comme un art mineur, il bouleverse totalement l'agencement des pièces d'une maison traditionnelle du début du XXe siècle en faisant du salon central une chambre de musique pour sa mère professeur de musique. Quatre poteaux organisent ce salon dont le grand piano semble diriger le croisement orthogonal des axes et la queue de l'« abside » occidentale, destinée à la salle à manger. Mais les Jeanneret-Perret, famille protestante et frugale, se sont trop endettés pour ce palais fastueux, et doivent vendre la maison en 1919 qui est rachetée par divers propriétaires qui gardent son architecture principale.

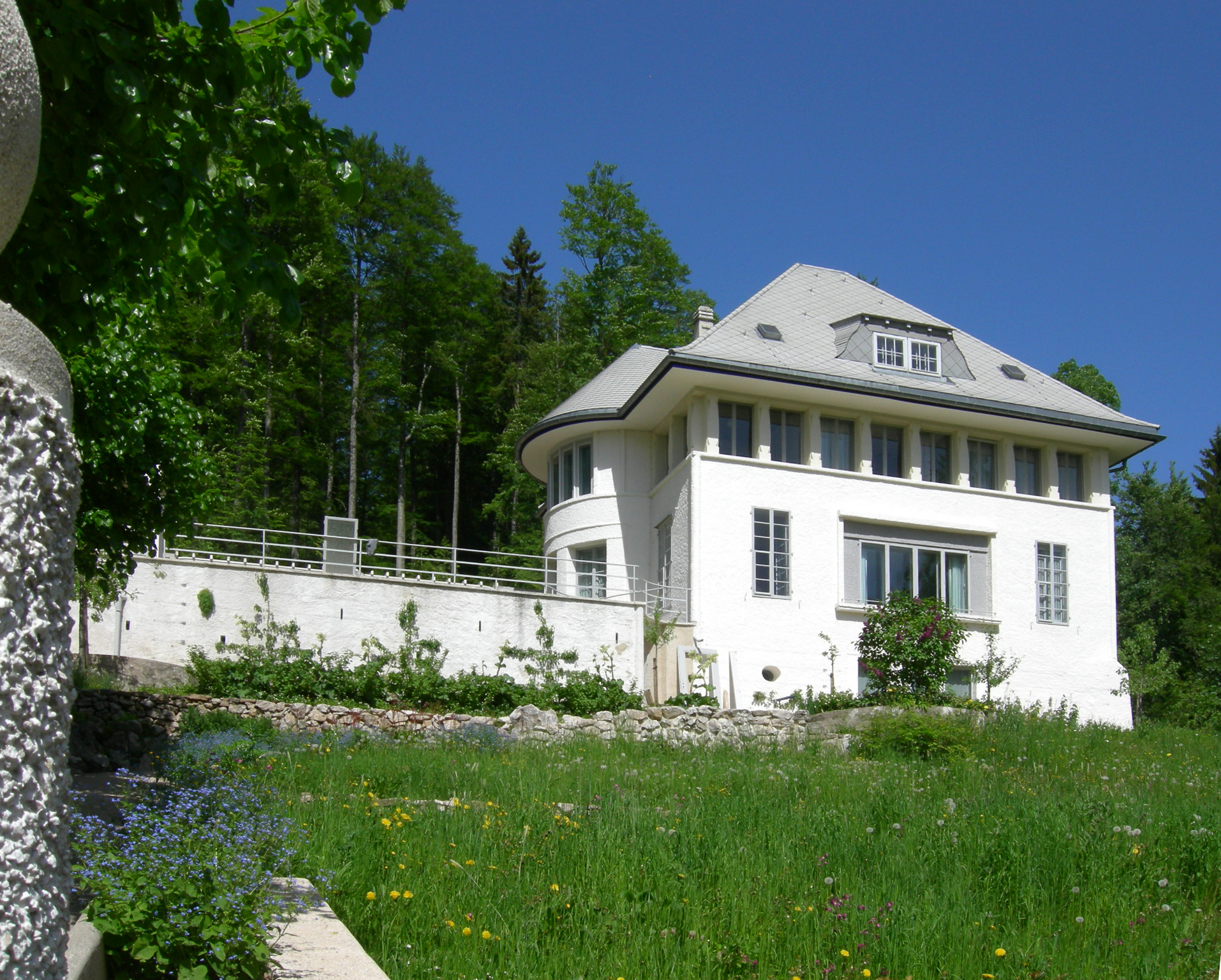
Façade principale
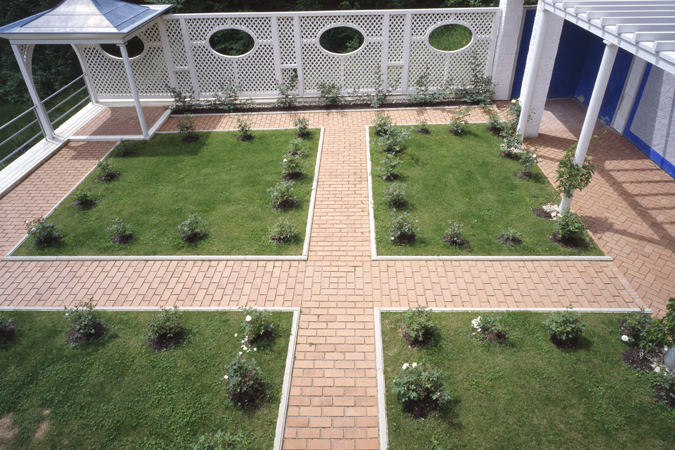
Jardin supérieur
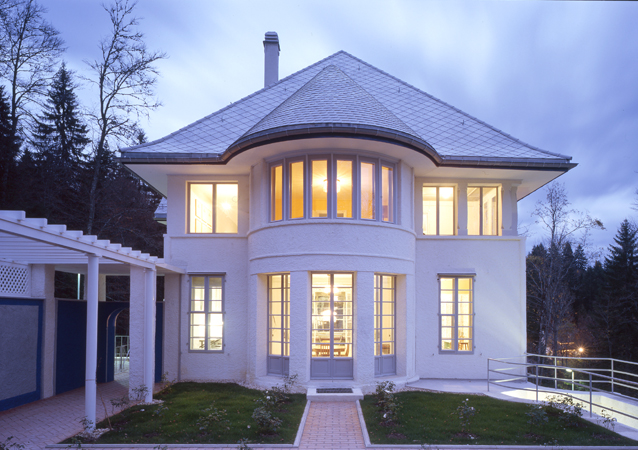
Façade Sud-Ouest
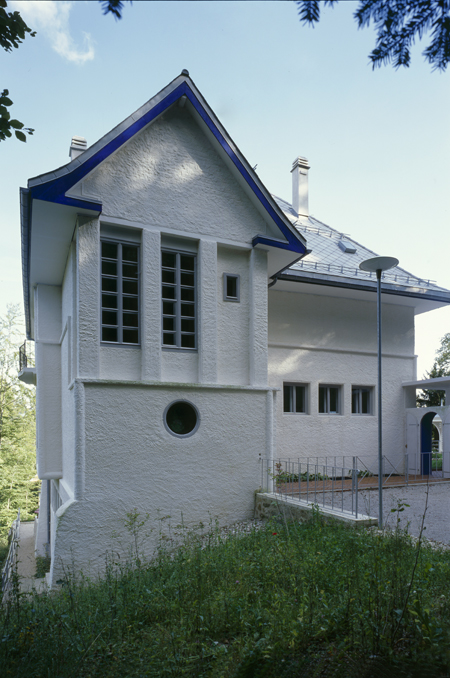
Façade Nord-Ouest